# Ocellularia cryptotrema
Ocellularia cryptotrema är en lavart som först beskrevs av William Nylander och som fick sitt nu gällande namn av Klaus Kalb 1983. 
Ocellularia cryptotrema ingår i släktet Ocellularia och familjen Thelotremataceae. Inga underarter finns listade i Catalogue of Life.